# Gerald Thomas Bergan
Gerald Thomas Bergan (* 26. Januar 1892 in Peoria, Illinois; † 12. Juli 1972 in Omaha, Nebraska) war ein US-amerikanischer römisch-katholischer Geistlicher. Bergan war zuletzt Erzbischof des Erzbistums Omaha.

## Leben
Gerald Bergan, Sohn von William und Mary Bergan, absolvierte in seiner Geburtsstadt Peoria die Peoria Notre Dame High School. Im Anschluss daran war er Student des St. Viator College in Bourbonnais. Seine theologische Ausbildung komplettierte Bergan am Päpstlichen Nordamerika-Kolleg in Rom, wo er am 28. Oktober 1915 auch zum Priester geweiht wurde.
Bergan kehrte danach in die Vereinigten Staaten zurück, wo er zum Kanzler und Generalvikar des Bistums Peoria sowie zum Rektor der Cathedral of Saint Mary of the Immaculate Conception bestimmt wurde.
Papst Pius XI. war es, der Bergan am 24. März 1934 zum Bischof des Bistums Des Moines in Iowa erwählte. Die Bischofsweihe spendeten ihm am 13. Juni 1934 Kardinal George Mundelein und die Mitkonsekratoren, die Bischöfe Joseph Henry Leo Schlarman und Henry Rohlman. Während seiner 14-jährigen Amtszeit setzte sich Bergan unter anderem für die Rechte von Arbeitern ein. So sprach er sich dafür aus, dass langjährige Mitarbeiter eines Unternehmens an dessen Profit teilhaben sollten. Auch rief er die Fachzeitschrift The Messenger ins Leben.
Am 7. Februar 1948 wurde Bergan von Papst Pius XII. zum zweiten Erzbischof von Omaha ernannt. Diesem Bistum stand er 21 Jahre lang vor. Während dieser Zeit konnte er 80 Millionen Dollar an Spenden lukrieren, um mit diesem Geld neue Schulen, Krankenhäuser und Kirchen zu finanzieren. Auch nahm er an allen vier Sitzungsperioden des Zweiten Vatikanischen Konzils teil.
Am 11. Juni 1969 ersuchte er bei Papst Paul VI. den Rücktritt, den dieser auch genehmigte. Gleichzeitig wurde er zum Titularerzbischof von Tacarata ernannt. Diesem Titularbistum stand Bergan jedoch nur knapp eineinhalb Jahre vor. Am 28. Januar 1971 legte er auch diese Aufgabe zurück.
Bergan starb ein Jahr darauf im Juli 1972, im Alter von 80 Jahren, in Omaha.
Heute trägt das 250-Betten starke Bergan Mercy Medical Center in Omaha wie auch die Archbishop Bergan High School in Fremont den Namen des Erzbischofs.